# العلاقات بين الهند القديمة واليونان القديمة

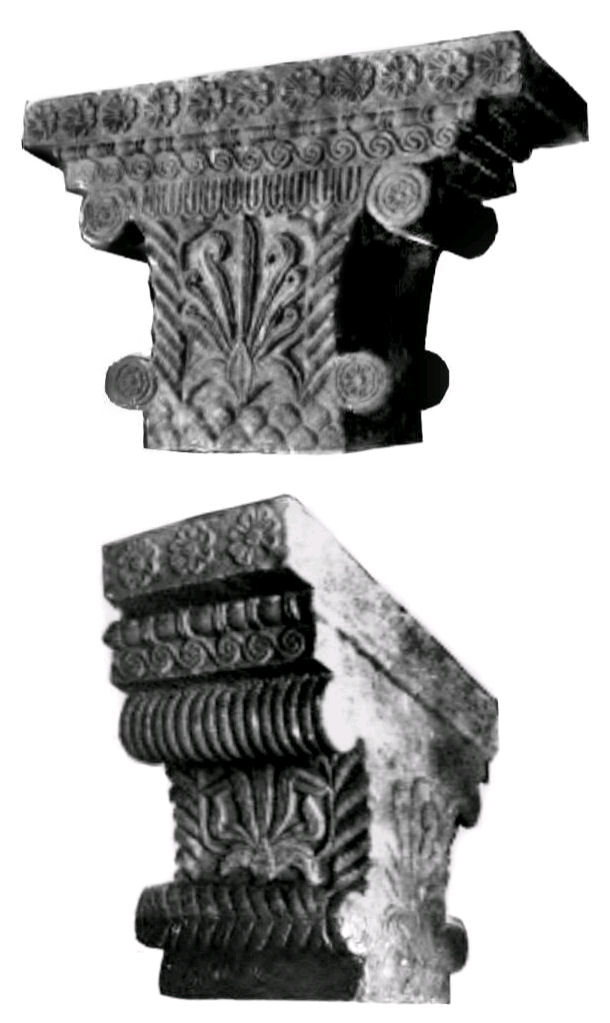
تاج ضخم ذو تأثير فني يوناني، تم اكتشافها عام 1895 في القصر الملكي في باتاليبوترا، الهند، على يد لوس أنجلوس وادل.

بالنسبة لليونايين القدماء، كانت الهند (باليونانية: Ινδία)‏ تعني البلاد الواقعة شرق بلاد فارس وجنوب الهملايا (مع استثناء السيريس). ورغم ذلك، خلال فترات مختلفة من التاريخ، كانت كلمة الهند تشير إلى مكان واسع جدًا أو منكمش قليلًا. كان اليونانيون يشيرون إلى الهنود بكلمة إندوي وتعني حرفيًا شعب وادي السند. أطلق الهنود على اليونايين لقب يوناس أو يافاناس من قبيلة إيونيانس.

## الميثيولوجيا

### ديونيسوس
كتب ميغاسثينيس عن الوصول ما قبل التاريخي للإله ديونيسوس إلى الهند.
وفقًا لفيلوستراتوس، كان الهنود يُطلقون على الإله ديونيسوس لقب نيسان أو نيسيان. على الأغلب بسبب أسطورة أنه أسس مدينة نيسا في الهند. عندما وصل الإسكندر الأكبر إلى المدينة، التقى به ممثلو المدينة وأخبروه ألا يستحوذ على المدينة والأرض لأن الإله أسسها وسمّاها نيسا تيمنًا بممرضته وسمّى الجبل الواقع بالقرب من المدينة ميرون (أي فخذ) لأنه ترعرع في فخذ زيوس.
كتب أبولونيوس روديوس في آرغوناوتيكا عن نيسيان، ابن زيوس، الذي ترك قبائل الهنود وأتى ليسكن عند الثيفيين.
إضافةً لذلك، ذكر فيلوستراتوس أنه في دلفي كان هناك قرص من الفضة يمثل عرضًا يحمل الوصف التالي: «ديونيسوس ابن سيميل وزيوس، من رجال الهند إلى أبولو دلفي». علاوةً على ذلك، ذكر أن الهنود الذين سكنوا في القوقاز وعلى طول نهر كابل قالوا إن ديونيسوس كان زائرًا آشوريًا عندما أتى إليهم، وكان يعلم عن الطقوس الدينية للثيفيين (وفقًا لبعض الأساطير اليونانية وُلد الإله ديونيسوس في ثيفا)، بينما الهنود الذين سكنوا المنطقة بين السند وهيدراتوس والمنطقة القارية ما بعدها، والتي تنتهي عند نهر الغانج، أعلنوا أن ديونيسوس كان ابن نهر السند وأن ديونيسوس الثيفي كان مريدًا له.
تتحدث القصيدة الملحمية ديونيسياكا، التي كتبها نونّوس، عن رحلة استكشاف الإله ديونيسوس للهند. كتب أيضًا عن الكوليتيس الذي كان ضخمًا وهائلًا وكبيرًا وأن سليله هو من أسس العرق الهندي. إضافة لذلك، في الكتاب الرابع عشر تحولت هيرا إلى هندية من أجل أن تتحدث وتقنع القائد الهندي لقتال جيش ديونيسوس.
كتب أبولوندروس في بيبليوثيكا عند ديونيسوس والهنود.
كتب بولياينوس أن ديونيسوس بعدما أخضع الهنود، أنشأ تحالفًا معهم ومع الأمازونيين، وأخذهم لخدمته. استخدمهم لاحقًا في حملته ضد باختر.

### هرقل
كتب ميغاسثينيس عن الوصل ما قبل التاريخي لهرقل إلى الهند. كانت باندايي ابنة هرقل التي وُلدت في الهند. أعطاها الجزء الجنوبي من الهند الذي يحاذي البحر وأصبحت ملكة هناك.

### آخرون
جسَّد الإغريق نهر الغانج كإله النهر. كانت ليما هي نياد حورية بحيرة في الهند وابنة نهر الغانج. كان لها ابن اسمه أثيس.
جسَّد الإغريق هيداسبيس كإله النهر. دعم الهنود في حربهم ضد الجيوش الغازية للإله ديونيسوس. كان ابن ثاوماس وإلكترا، وشقيق إيريس. إضافةً لذلك، كان ملك الهنود درياديس ابن هيداسبيس وأستريس، التي كانت ابنة الإله هيليوس.
في المختارات اليونانية، كتب فيلوديمس أن بيرسيوس كان مغرمًا بأندروميدا الهندية.
كتب أبولودوروس في بيبليوثيكا أن ميدوس غزا العديد من البرابرة ودعا البلاد بأكملها تحت قيادته ميديا. لكنه مات عندما كان في مسيره لغزو الهنود.
كتب ديكتيس كريتينسيس، مؤلف القصة المزيفة لحرب طروادة، أن ممنون، ابن تيثونوس وأورورا، وصل بجيش كبير من الهنود والإثيوبيين؛ جيش مذهل حقًا يتكون من آلاف وآلاف الرجال مع مختلف أنواع الأسلحة، وفاق هذا الجيش آمال وصلوات حتى بريام (ملك طروادة).
كتب الكتاب اليونانيون القدماء عن مانتيكور، المخلوق الوحشي الذي عاش في الهند.
كتب الكتاب اليونانيون أن هناك قبائل سينوسيفالي (رأس الكلب) في الهند. ذكر أولوس غيليوس في كتاب الليالي الإغريقية أن بعض الكتاب كتبوا أيضًا عن قبيلة في أقصى الهند لهم أجسام خشنة ومغطاة بالريش مثل الطيور، لا تأكل طعامًا ولكنها تعيش عن طريق استنشاق عطر الزهور.
قال إراتوستينس إن المقدونيين، عندما رأوا كهفًا في أرض الباراباميزاديين، وسمعوا أسطورة معينة كانت موجودة بين السكان الأصليين، أو شكلوا بأنفسهم حدسًا، نشروا الخبر بأن هذا الكهف هو الكهف الذي كان بروميثيوس مقيدًا فيه.
وفقًا للرسالة اللاتينية من الإسكندر الأكبر إلى أرسطو، هاجم مخلوق يُدعى أودونتوتيرانوس رجال الإسكندر في معسكرهم في الهند.
مزج جون مالالاس العمل المتخيل المزيف للكاليسيسثين، الأغسكندر الرومنسي، مع مواد أخرى وكتب عن علاقة غرامية للإسكندر الأكبر مع كانداكي، مضيفًا أنهما تزوجا. كتب مالالاس أن كانداكي كانت ملكةً هندية والتقى بها الإسكندر خلال حملته الهندية.
كتب أنتيغونوس الكاريستوسي وأرسطو وكيتيسياس أن هناك حميرًا هندية ذات قرن واحد. حيوانات شبيهة بوحيدات القرن.

## الاتصالات والسجلات والتأثير بين الحضارتين

### الكتابة والعملات
استخدمت إمبراطورية كوشان الأبجدية اليونانية واستخدموا على عملاتهم المعدنية أساطير يونانية. تبنوا أيضًا عناصرًا أخرى من الثقافة اليونانية للممالك الهلنستية. كانت الموضوعات الفنية المشتقة من الميثولوجيا اليونانية شائعة في البداية ولكن فيما بعد هيمنت الصور البوذية.
أنشأ ناهابانا، حاكم كشاتراباس الغربية، عملة كشاترابا المشتقة من العملات المعدنية الهندية اليونانية. يتكون وجه العملة من ملف تعريف للحاكم مع أسطورة باليونانية بينما يمثل الوجه الخلفي صاعقة وسهمًا، ضمن أساطير براهمي وخاروشثي.
يستخدم نقش الرباتاك النص اليوناني لكتابة لغة توصف بأنها آريا. تتصل الكتابة بحكم إمبراطور كوشان كانيشكا.

### الفن والأدب
في عمل سوفوكليس، أنتيغون، يذكر كريون الذهب في الهند.
كتب الكاتب الساخر لوسيان أن الهنود يسكرون بسهولة بالنبيذ ويزدادون سوءًا أكثر من أي يوناني أو روماني.
في المختارات اليونانية، ورد ذكر الهند والهنود في العديد من المناسبات.
تبنى المسرح الهندي بعض عناصر الكوميديا اليونانية.
عُثر على بومبي لاكشمي، وهو تمثال هندي لاكشمي في أنقاض بومبي روماني.
في كهوف ناسيك، بُنيت بعض الكهوف من قبل متحدرين من أصل يوناني.

### المؤرخون والجغرافيون
كتب هيكتايوس الميليتي إحصائية لآسيا وأفريقيا في كتابه بيريغيسيس (التصفح)، المفقود الآن، واحتوى على بعض المعلومات عن الهند.
يتضمن عمل هيرودوت «التواريخ» ملاحظات مهمة عن الهند.
يسجل كتيسياس في عمله إنديكا، معتقدات ووجهات نظر الفرس حول الهند.
كتب إفوروس أن الهنود يسكنون بلدًا في الشرق بالقرب من مشرق الشمس.
ذكر زينوفون في عمله سيروباديا الهند والهنود.
كتب أرستوبولوس الكسندري عن عادات وحيوانات الهند.
ربما لم يسافر كليترخوس إلى الهند، لكن روايته للبلد، بناءً على تقارير أونيسكريتوس ونيرخوس، اكتسبت شعبية كبيرة.
كتب سكيمنوس المزيف في عمله دائرة الأرض أن الهنود يحتلون تقريبًا كل الأرض باتجاه الشرق.
حاول إراتوستينس حساب الحجم الدقيق وشكل الهند، بالاعتماد على التقارير التي كتبها المسافرون.
وصف ديونيسيوس بيريجيتس كيف كان شكل الهنود.
كتب أريان عن الهند في عمله إنديكا.
وصف سترابو الهند في عمله حيوغرافيكا. أشار إلى الهند عدة مرات أثناء تأليف الكتاب وخصص الكتاب الخامس عشر لوصف موسع للبلاد.
كتب ستيفانوس البيزنطي معلومات جغرافية وأسطورية ودينية عن الهند.
كتب أميانوس مارسيلينوس في عمله «التاريخ» عن الهند.
كتب جوردانس في عمله غيتيكا عن الهند.